# Forte de Lahore
O Forte de Lahore, localmente designado Shahi qila (urdu/em panjabi:  شاہی قلعہ‎, Forte Real), é uma cidadela em Lahore, no Paquistão. Está localizado na parte noroeste da Cidade Muralhada de Lahore no Parque Iqbal, um dos maiores parques urbanos do Paquistão. Esta composição trapezoidal estende-se por mais de 20 hectares. O forte propriamente dito tem 425 metros de comprimento por 340 de largura e é um exemplo da arquitetura indo-sarracena. As origens do forte remontam à Antiguidade, mas a estrutura de base que hoje existe foi construída durante o reinado do Imperador Akbar, soberano do Império Mogol entre 1556 e 1605. Foi sendo aumentado pelos seus sucessores e após a queda do Império Mogol passou para mãos do Império Sique e posteriormente para o Raj Britânico. A construção manifesta as ricas tradições da arquitetura Mogol.
O forte tem dois portões. Um deles, construído por Aurangzeb é designado "Alamgiri" e aponta para a Mesquita Badshahi, enquanto o outro foi construído por Akbar e é designado "Maseeti" (palavra que em punjabi significa "mesquita") ou "Masjidi" e fica na direção da zona de Maseeti no interior da cidade muralhada. Hoje é a porta Alamgiri que é usada, pois a porta Maseeti está permanentemente fechada. 
O forte integra o sítio classificado pela UNESCO em 1981 como Património Mundial designado Forte e Jardins de Shalimar em Lahore. Entre 2000 e 2012 foi incluído na Lista de Património da Humanidade em perigo.

## História
As origens do forte de Lahore são obscuras e existem muitos mitos sobre a sua fundação Não se sabe quem foi o primeiro construtor de uma fortificação no local. De acordo com alguns mitos hindus, terá sido fundado por Loh, o filho mítico de Rama. Porém, a primeira referência história a um forte no local data do século XI, durante o tempo de Mahmud de Ghazni. Era um forte de argila que foi depois destruído. A mais antiga referência ao mesmo data da década de 1240, e à sua destruição pelos mongóis. Após cerca de 50 anos, um novo forte foi construído em seu lugar por Balban da dinastia Mameluca do Sultanato de Delhi. Terá sido novamente destruído em 1399 pelas tropas invasoras de Timur para ser reconstruído pelo sultão Mubarak Shah Syed após 20 anos. Na década de 1430, o forte foi ocupado por Shaikh Ali de Cabul.
Os atuais desenho e estrutura datam do Império Mogol. Em 1575, o imperador Akbar ocupou o forte, então usado para vigiar a fronteira noroeste do reino. Reconstruiu-o em tijolo e cal e com o passar do tempo adicionou-lhe jardins luxuriantes. As estruturas em seu redor incluem o Doulat Khana-e-Khas-o-Am, Jharoka-e-Darshan, e a porta Masjidi, e todas foram sofrendo alterações nos séculos seguintes. Shah Jahan construiu a Shah Burj, o Sheesh Mahal e o pavilhão Naulakha. O seu filho Aurangzeb construiu a porta "Alamgiri", flanqueada por torres semi-circulares com pavilhões em cúpula.

## Galeria

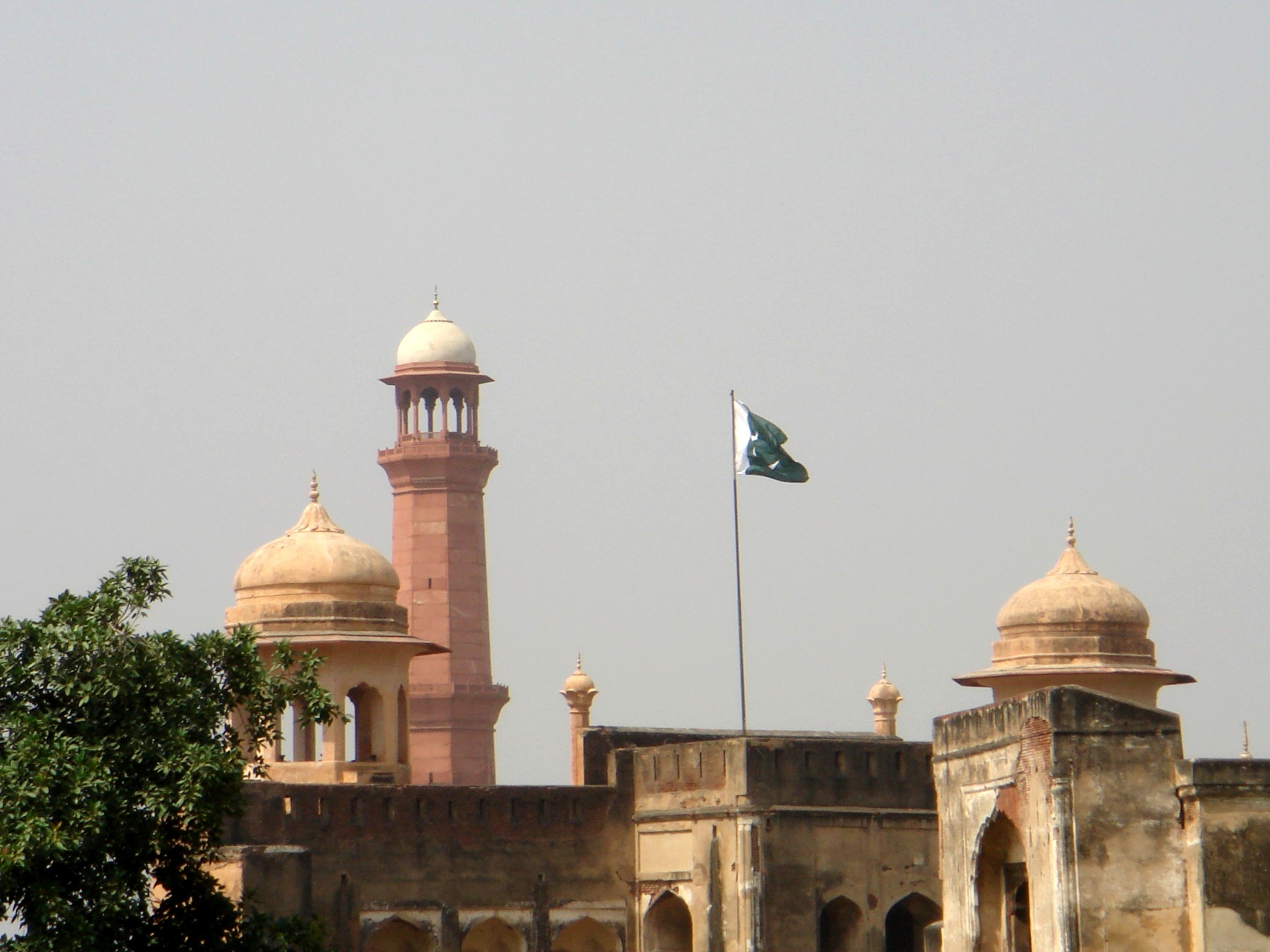
Bastiões da porta
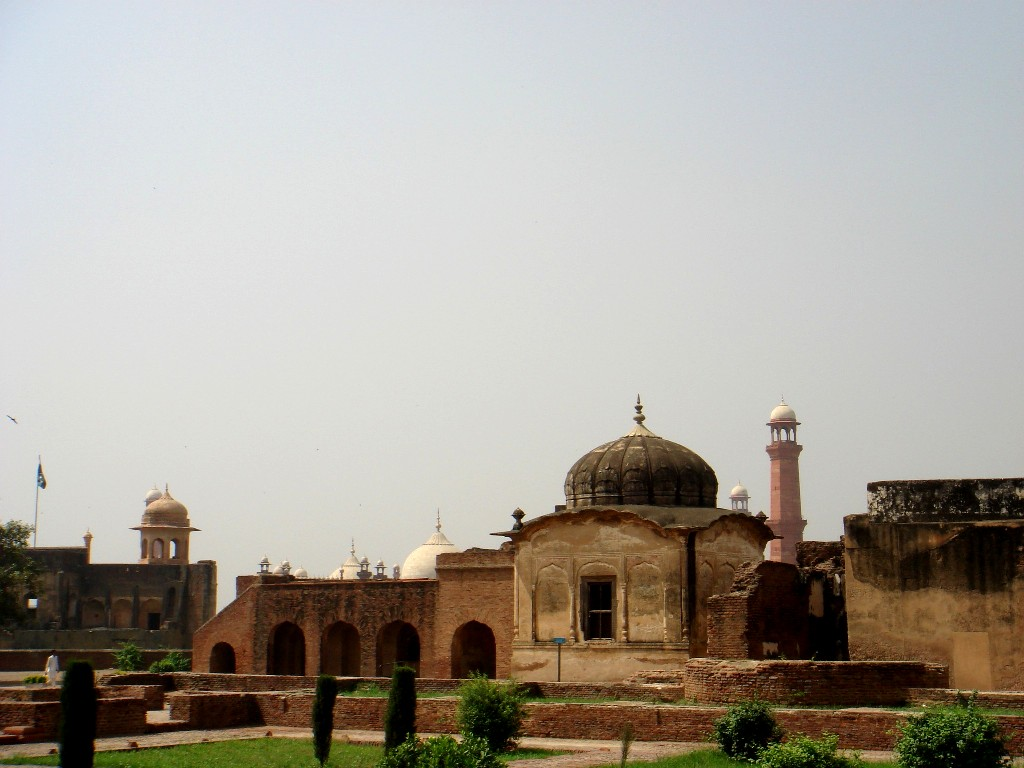
Velha 'Khangah' no interior do forte
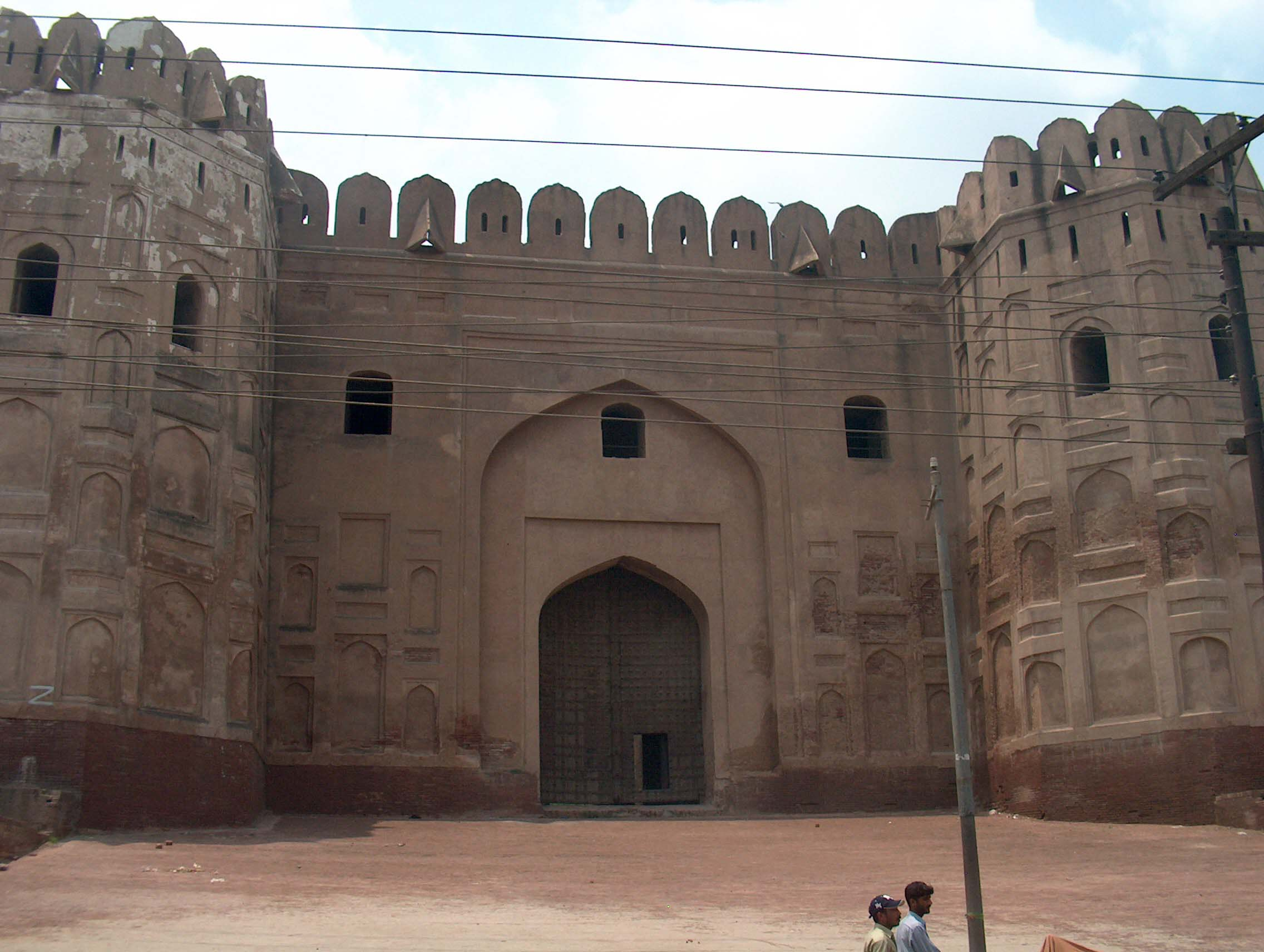
Porta Roshnai - Entrada lateral
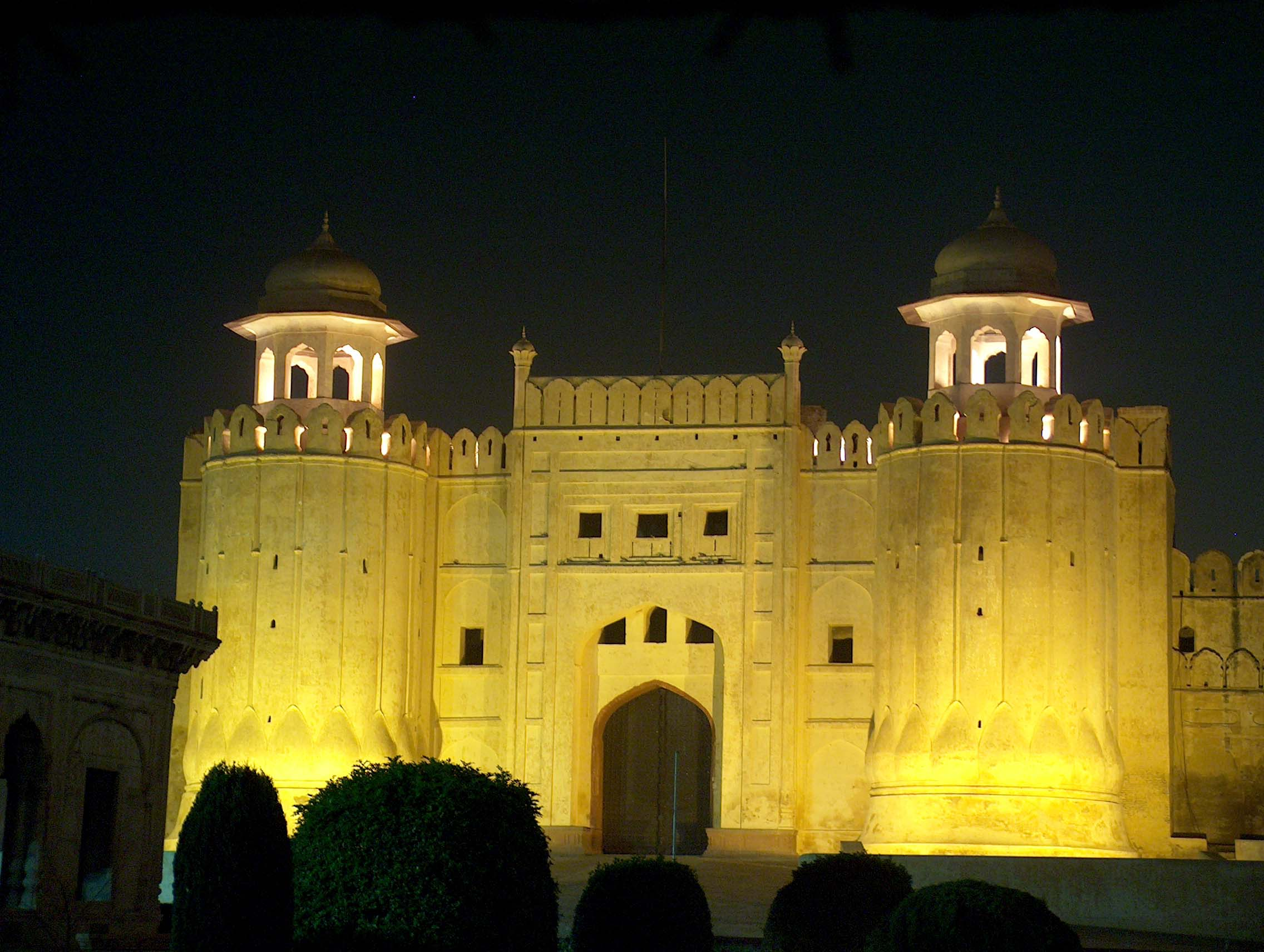
Porta Alamgiri - Entrada principal de noite
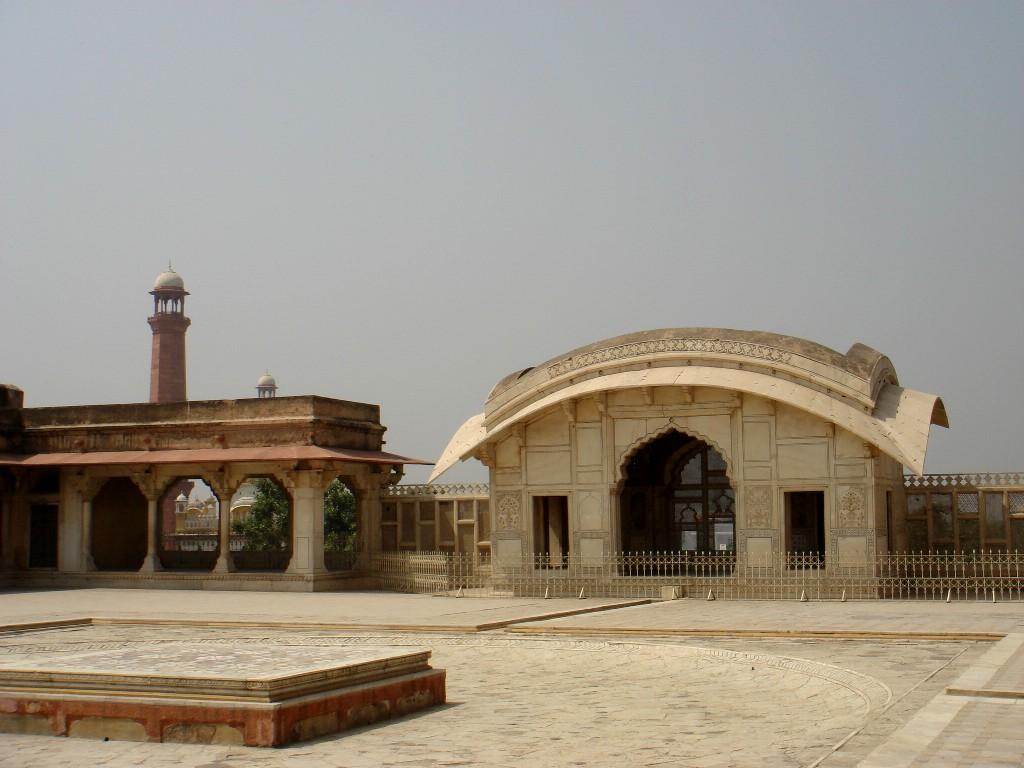
Pavilhão Naulakha
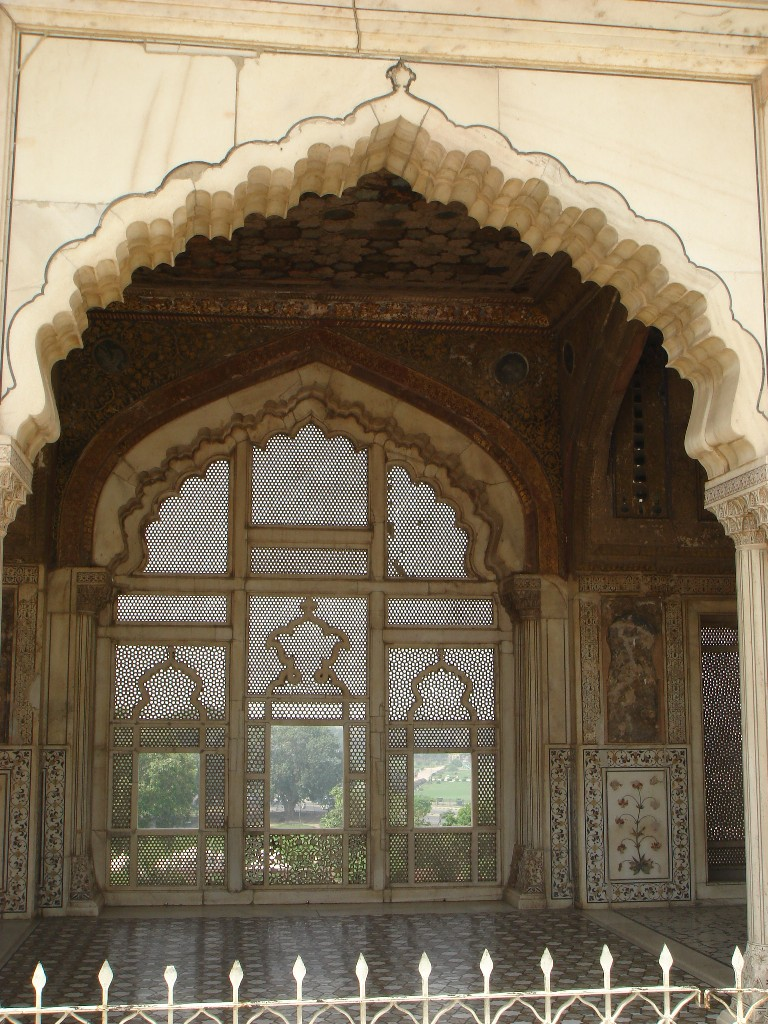
Pormenor de Naulakha
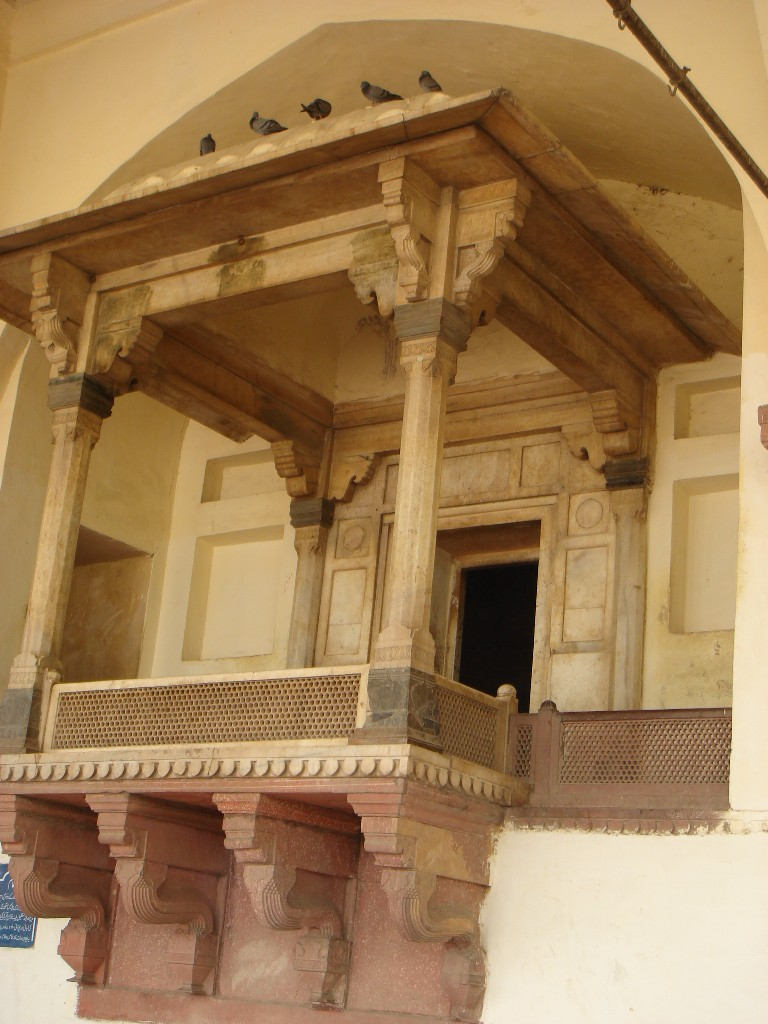
'Jharoka' - Varanda real
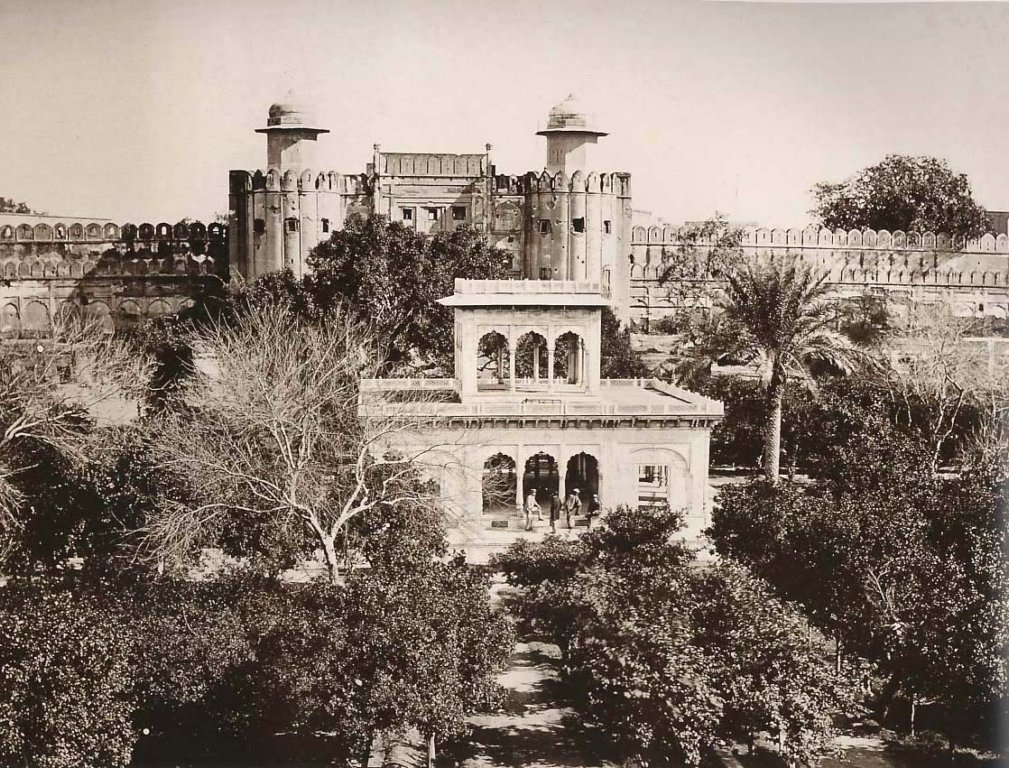
Porta Alamgiri, 1870
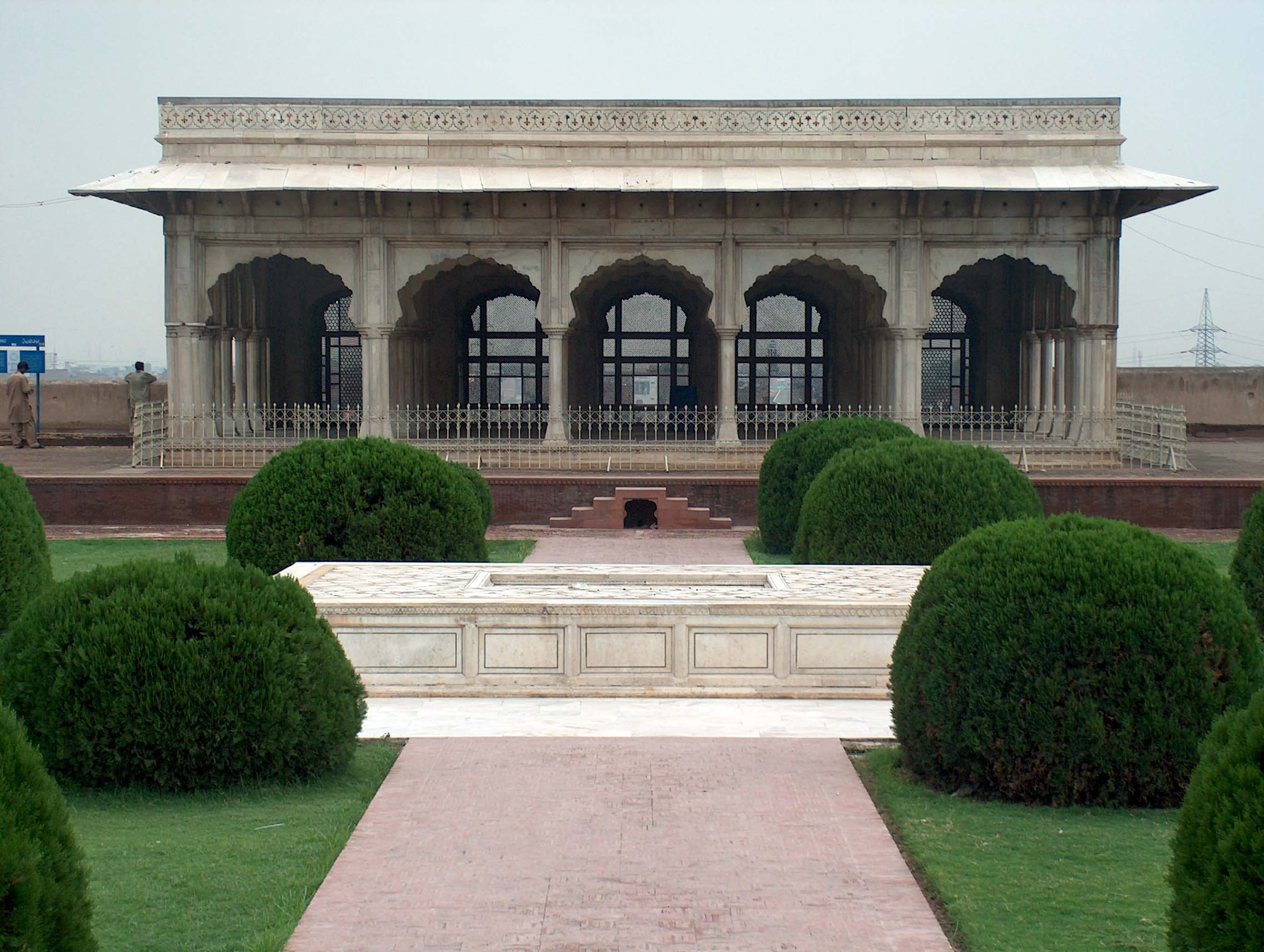
Diwan-e-Khas: Sala de Audiências Especiais
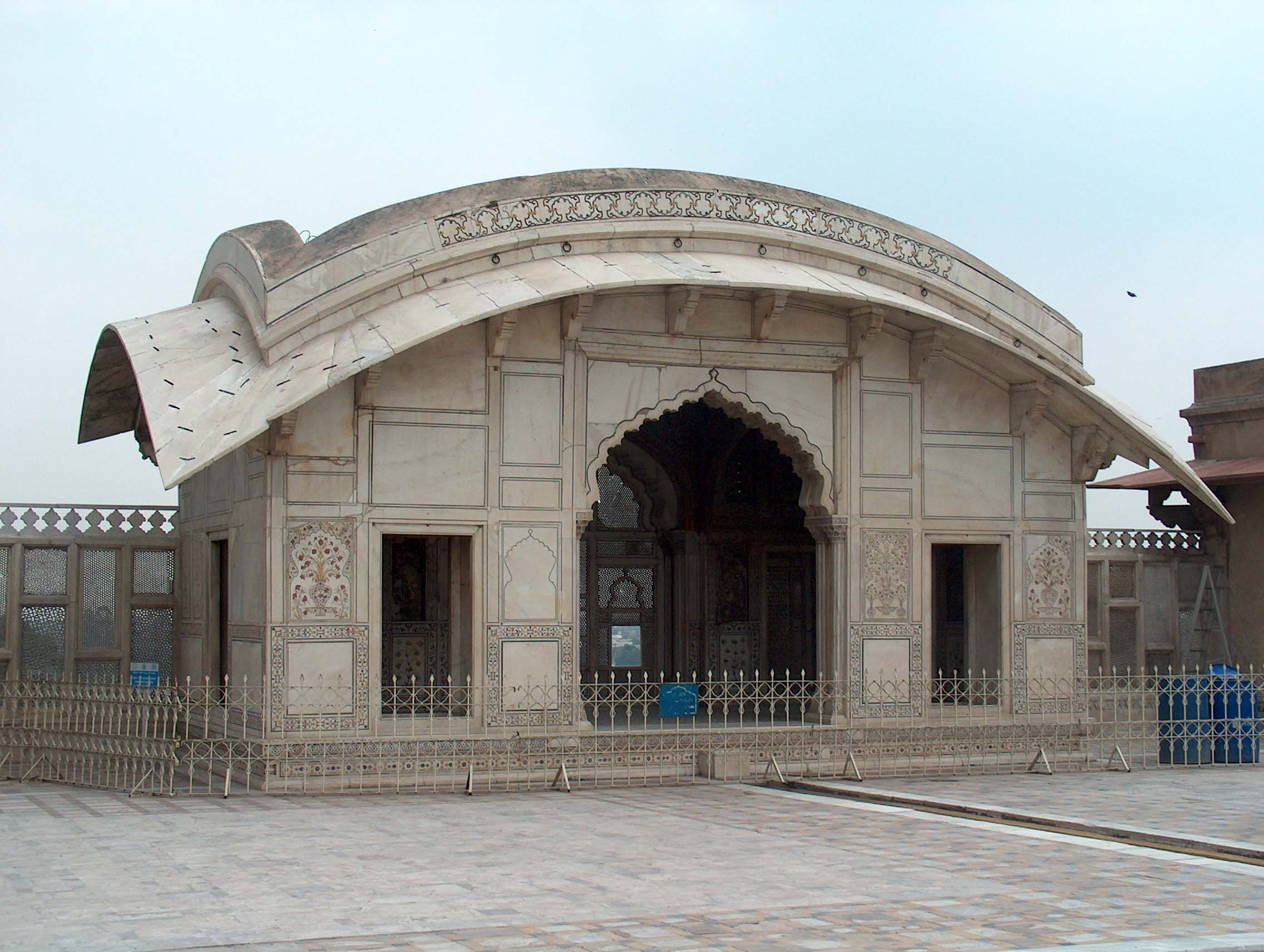
Vista lateral do Pavilhão Naulakha